# Toshio Nakagawa
Toshio Nakagawa (Japans: 中川俊郎, Nakagawa Toshio) (Tokio, 4 juni 1958) is een Japans componist en pianist.

## Levensloop
Nakagawa heeft studeert aan de Toho Gakuen School of Music, Chofu, prefectuur Tokio bij Akira Miyoshi (compositie), bij Katsuyo Suemitsu (piano) en bij Youko Moriyasu. Als componist kreeg hij meerdere prijzen en onderscheidingen zoals de Muramatsu prijs in 1988 en een prijs tijdens de MUSIC TODAY '82 georganiseerd door Toru Takemitsu. Als pianist is hij in verschillende ensembles werkzaam, zoals het Trio du Monde, de Nakashima Kenzou music en een pianokwartet met Masaharu Kanda, Katsuya Matsubara, Kiyo Kido.
Hij was voorzitter van de Japan Society for Contemporary Music (ISCM Japanese Section) en is bestuurslid van de The Japan Federation of Composers Inc.. Verder was hij directeur van de projectgroep voor de ISCM World Music Days 2001 in Yokohama.

## Composities

### Werken voor orkest
- 1987-1988 Concerto Grosso nr. 2
- 1990 Symphonie Concertante, voor orkest
- 2003 Thinking Reeds
- 2005 Segment, voor orkest
- 2009 Concerto Grosso nr. 3
- Shores of Green Lake, voor orkest

### Vocale muziek

#### Werken voor koor
- 1991 La Forma-form, as irony, voor gemengd koor en piano
- 2005 Memorandum for the Arcadia (Arcadia no Tame no Oboegaki), voor gemengd koor en piano - tekst: Shiyuntarou Tanigawa (ja:谷川俊太郎)
  1. Windows
  2. Sorrow
  3. Romanticism
  4. Washing scissors
- 2006 Melody of the world, voor mannenkoor en piano 
  1. Danny Boy
  2. Insagunu to flower
  3. Song of the Birds
  4. Deep River
- 2007 コントラプンクトゥス 第14番＋バッハ版、ヨイトマケの歌 - (Contrapunctus XIV + Labor Song), voor mezzosopraan, gemengd koor en orkest

#### Liederen
- 2007 Chorale Prelude "Pater noster", voor bariton, trompet en piano
- 2007 Pater noster, voor bariton en piano
- 2008 Trumpet Voluntary, in Sine Nomine, voor bariton, trompet en piano
- 2008-2009 Shadow figure - other song of the same name by Schubert, voor zangstem en orkest
- Sunflower, voor zangstem en piano

### Kamermuziek
- 1996 Fanfare striée, voor 2 schuiftrompetten, trombone, bastrombone en tuba
- 2005 Otto Motti (Eight Mottoes), vijf stukken voor eufonium en piano  
  1. Trembling Line / Ascending Steps Intersecting Descending Slopes
  2. Mottoe On B - A - C - H / The Hall Of Mirrors
  3. Fanfare
  4. Motton On B - A - C - H / Trembling Lines
  5. Coda - March
- 2005 Consciousness Field II, voor dwarsfluit, klarinet, contrabas, strijkkwartet, marimba en slagwerk
- 2006 Divertimento on Mozart, voor dwarsfluit, altviool, contrabas, slagwerk en piano
- 2007 Canzon "Ut,Re,Fa,Si,Mi,Sol,La", voor vier viola da gamba
- 2007 Variations, voor dwarsfluit, klarinet, marimba, contrabas en slagwerk
- 24 Variations on the theme of “I MET A BEAR”, voor marimba en piano (samen met: Takayoshi Yoshioka)
- A La Carte Companie (アラカルト・カンパニー), voor ondes-martenot, piano en andere instrumenten
- Etaerio
- Etudes for Lip, Tongue, Teeth, Throat, voor trompet en piano
- Flying Chicken Nugget, voor ondes-martenot en andere instrumenten
- Hardboiled, voor ondes-martenot, marimba en andere instrumenten
- Letters from the prison, voor marimba en slagwerk
- SUSPENCE, voor ondes-martenot, piano en andere instrumenten
- Theme for Akane, voor ondes-martenot en piano[1]

### Werken voor orgel
- 1996 Passacaglia con Voce

### Werken voor piano
- 1982 Trans-figuration
- 2006 6 Variations and March on Klaviersonate Kv300i (331) by Wolfgang Amadeus Mozart - The 4th Variation of 1st Movement "Andante Grazioso"
- 2006 Nocturne
- Cocoloni Utao!
- Shores of Green Lake

### Werken voor klavecimbel
- 2008 A Little Suite by the Name of B・A・C・H, voor klavecimbel

### Werken voor traditionele Japanse instrumenten
- 2005 Duplicity, voor shino en piano
- 2006 Gagaku Tenmonraku, voor gagaku
- 2008 The Hermit on the Rock, voor hai-sho en slagwerk

### Filmmuziek
- 1987 À la Carte Company
- 1993 The Act In Questions (El acto en cuestión)
- 2000 Essere morti o essere vivi è la stessa cosa
- 2001 Pat Airship Adventure
- 2004 La piccola Russia
- 2007 Genius Party ("Riyuu Hiroshi Shanghai")
- 2008 Yama no anata - Tokuichi no koi ook bekend als: My Darling of the Mountains
- 2008 Scenery

### Elektronische muziek
- 1989 Variation Retro Spective

## Media
1. ↑  Theme for Akane door Takashi Harada (ondes-martenot) en Toshio Nakagawa (piano)

- CiNii: DA08661797
- Gemeinsame Normdatei: 1089743386
- International Standard Name Identifier: 0000 0004 5590 9502
- MusicBrainz: 9bd9574e-20d2-4f8a-ab65-7aa6d97f5d39
- Bibliotheek van het Japanse parlement: 001271864
- Virtual International Authority File: 288145858269923022592
- WorldCat: E39PBJbWqDdrpwFwvDfYJfp3wC